# Litografia

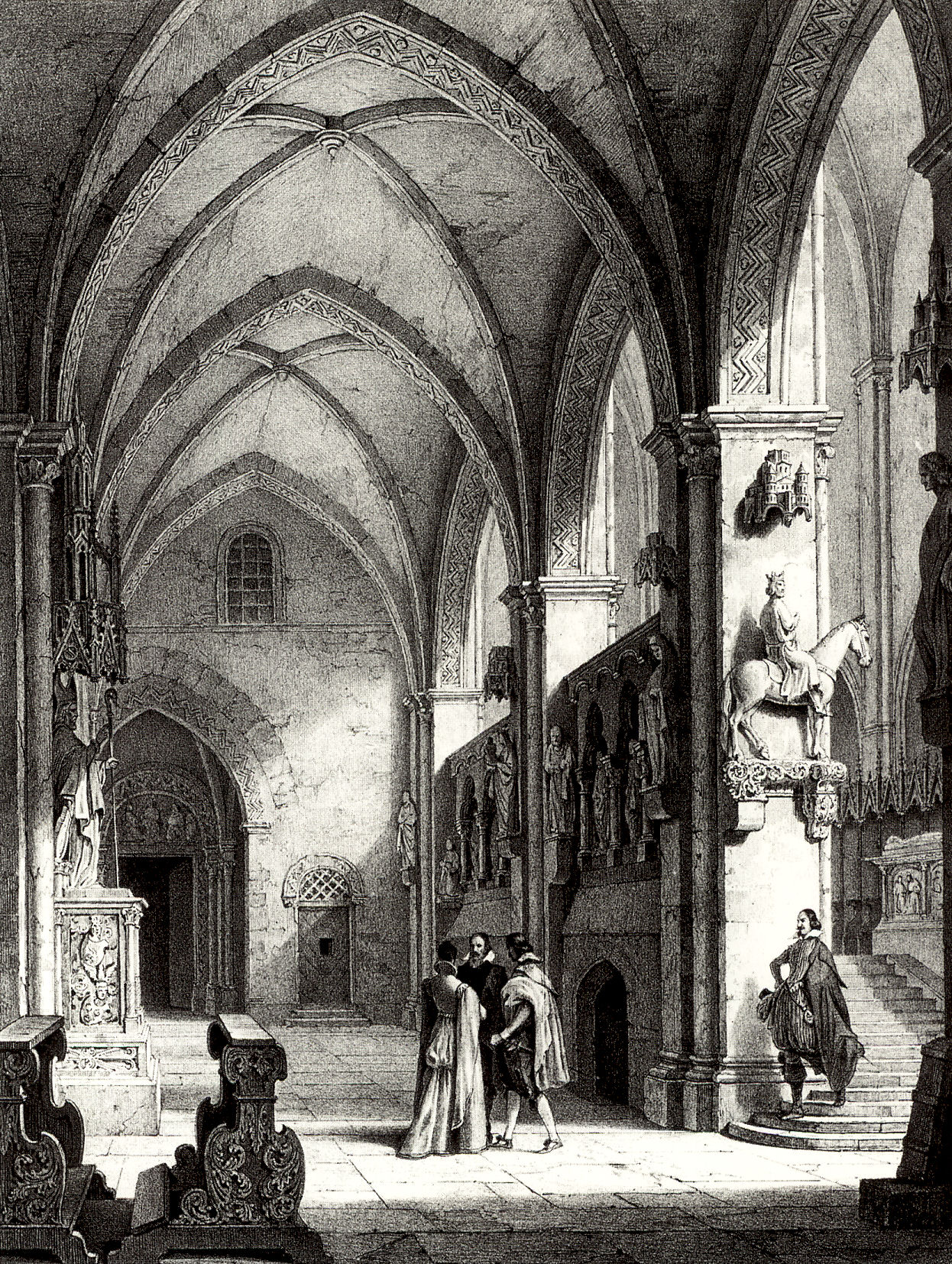
Una litografia del 1820

La litografia (dal greco λίθος, lìthos, "pietra" e γράφειν, gràphein, "scrivere") è una tecnica di stampa chimico-fisica delle immagini per lo più grafiche; quando l'immagine da stampare è una fotografia impressa in una pellicola, si parla più specificatamente di fotolitografia o, più comunemente, di fotolito. 
Il procedimento è basato sull'utilizzo di una “matrice” piana, che è una pietra calcarea: le parti stampanti e non stampanti sono poste sullo stesso piano. E per litografia si intende anche la riproduzione ottenuta con tale procedimento.
Inizialmente viene chiamata "stampa chimica su pietra", ma assunse ben presto la denominazione di "arte litografica" o, più semplicemente, di litografia.
È possibile ricavare un certo numero di copie dalla “matrice” lavorata dalle mani dell’artista. Queste copie vengono chiamate “tiratura”, in genere un centinaio di esemplari che verranno poi numerati in basso a sinistra a margine del foglio e firmate in basso a destra, a matita entrambe le cose. Più basso è il numero delle copie tirate, più valore assumerà la litografia.
È considerata la tecnica di stampa più antica, ed è una vera opera dell’artista in quanto lavorata dallo stesso autore, che fu introdotta per far conoscere un artista in tempi in cui non esistevano altri mezzi di diffusione delle immagini se non i dipinti.
Esiste un vero e proprio collezionismo delle opere d’arte in serie, che talora raggiunge anche quotazioni elevate.

## Storia
Il procedimento viene inventato nel 1796 dall'austriaco Alois Senefelder utilizzando una pietra proveniente dalle cave di Solnhofen, cittadina nelle vicinanze di Monaco di Baviera. Forse la scoperta fu casuale, ma è stata comunque preceduta da diversi studi e prove. In ogni caso, comincia ad essere utilizzata già nel 1806 e conosce subito una rapida diffusione, tanto che nel 1818 apriranno a Parigi 5 litografie e nel 1831 si parla di 59 stabilimenti. In Francia, Baviera e Russia sono gli stessi governi a sostenerne l'introduzione e lo sviluppo, presagendo le potenzialità commerciali della nuova attività. Non così la Gran Bretagna che vieta persino l'importazione delle pietre "litografiche".
In Italia viene introdotta attorno al 1805, a Roma, dal trentino G. Dall'Armi.
Dapprima veniva usata una macchina antenata della stampa offset, che in campo industriale si diffuse rapidamente e con cambiamenti anche sostanziali come la sostituzione della lastra in pietra con una di zinco, permettendo attorno al 1840 la costruzione delle prime macchine pianocilindriche. Il XIX secolo vede la diffusione della pubblicità, resa possibile dalla scoperta di tecniche grafiche che permettevano la produzione di immagini in maniera più veloce e a basso costo, come successivamente accadde con la stampa offset.

## Il principio della litografia

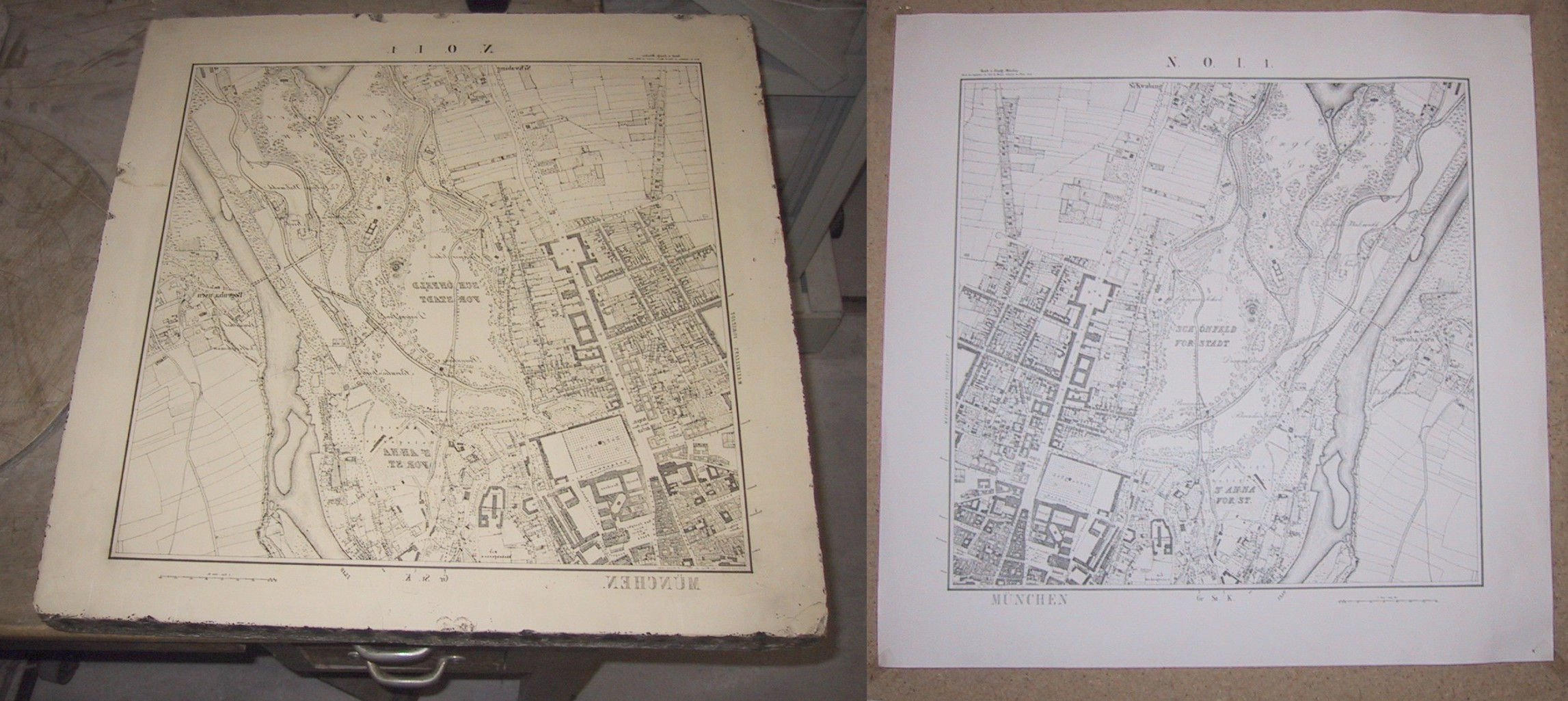
Pietra per litografia disegnata al rovescio (sinistra) e risultante immagine stampata (destra).

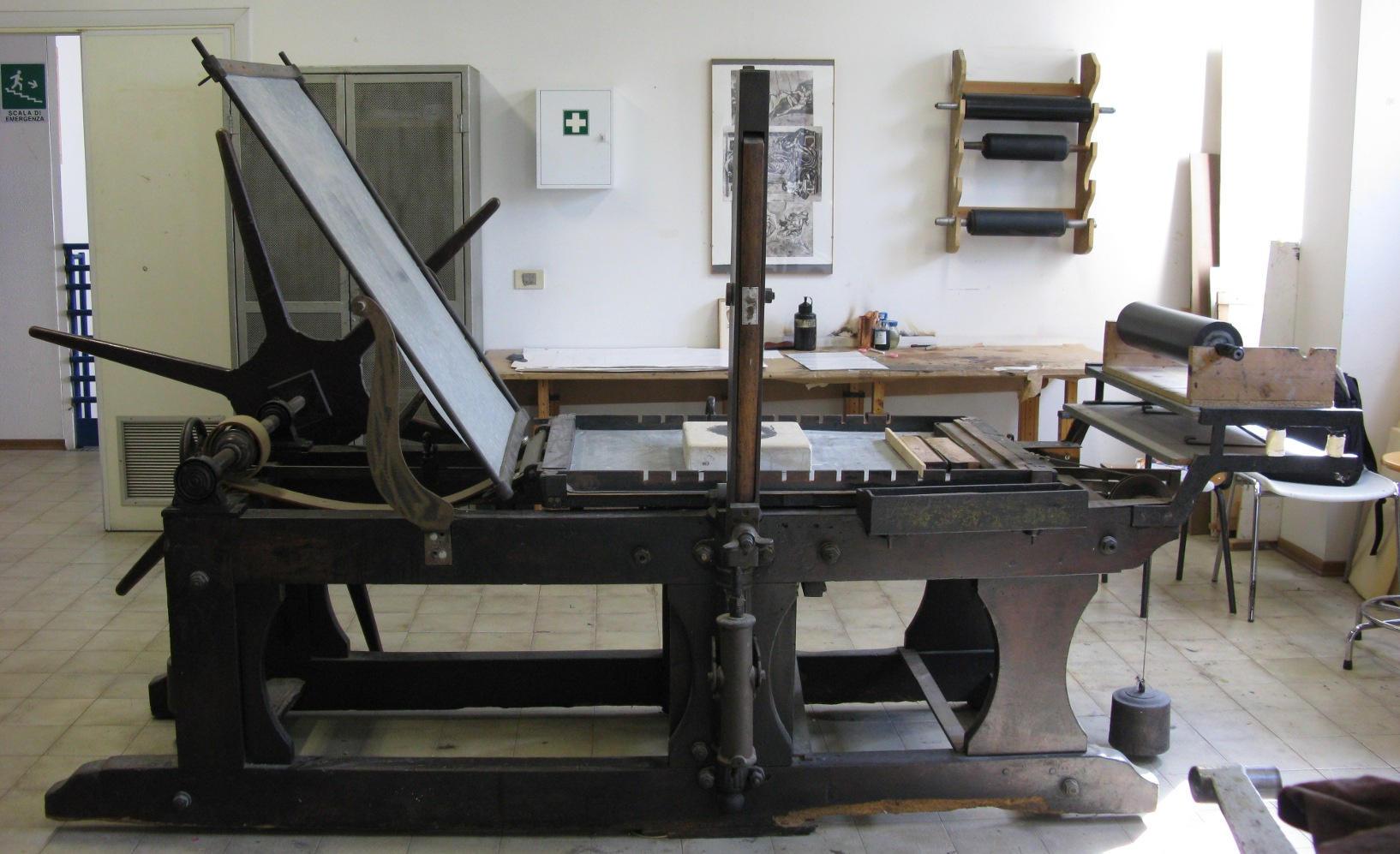
Torchio litografico.

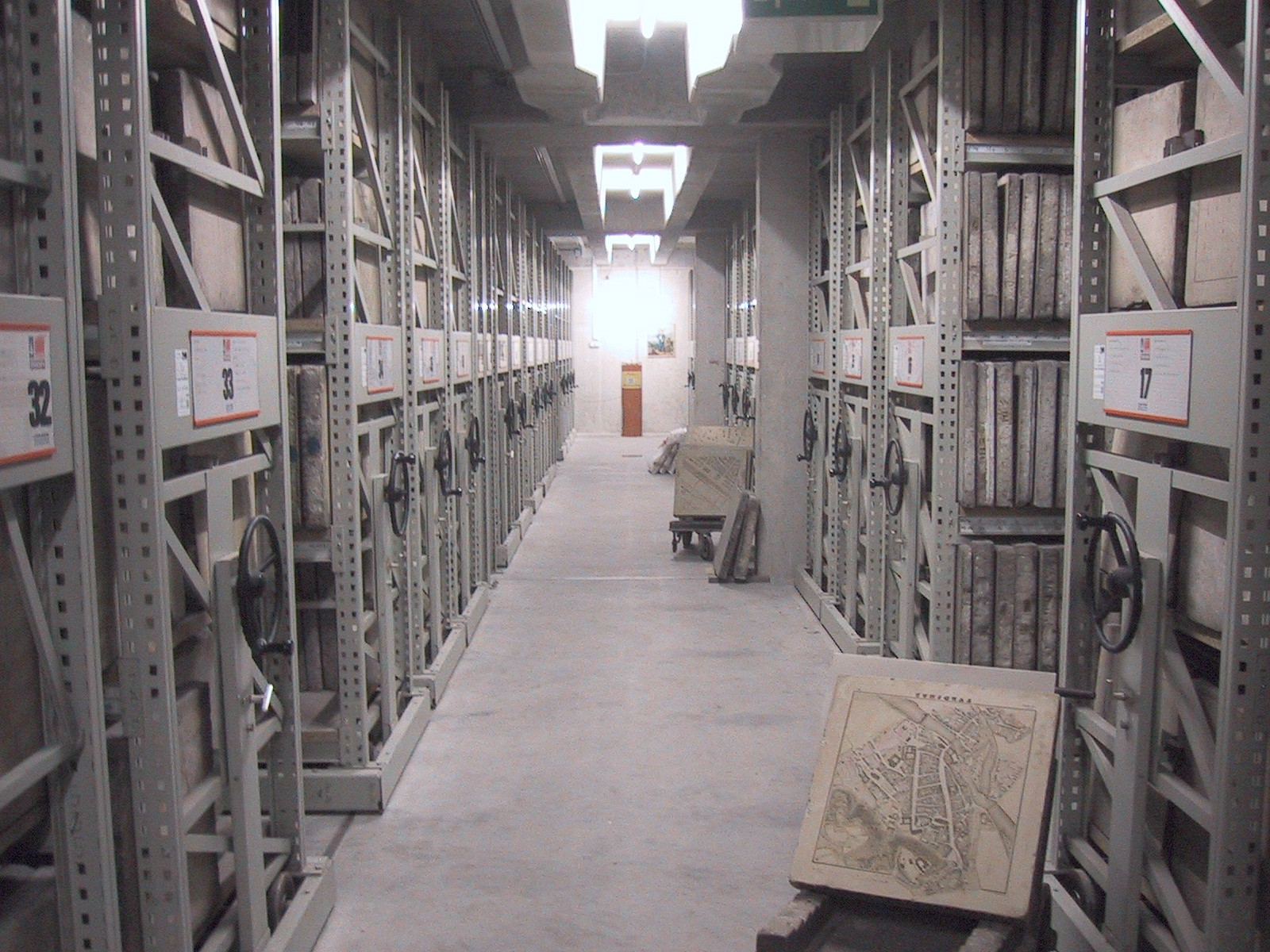
Archivio di pietre litografiche in Baviera.

Il principio è estremamente semplice: un particolare tipo di pietra, opportunamente levigata e quindi disegnata con una matita grassa, ha la peculiarità di trattenere nelle parti non disegnate (dette contrografismi) un sottile velo d'acqua, che il segno grasso (detto grafismo) invece respinge. Passando l'inchiostro sulla pietra così trattata, esso è respinto dalle parti inumidite e trattenuto dalle parti grasse. Al torchio, perciò, il foglio di carta riceve solo l'inchiostro che si deposita sulle parti disegnate e non sulle altre.
La stampa litografica si basa sull'incompatibilità di alcuni inchiostri con l'acqua.
1. La matrice, fatta di pietra calcarea, granulosa e costituita da carbonato di calcio, deve avere uno spessore che vada dai 6 ai 12 cm. Inoltre, la pietra deve essere compatta ed omogenea per evitare fratture sotto la pressione del torchio.
2. La superficie della pietra va levigata con pomice, sabbia o, ancora meglio, carborundum, per togliere qualsiasi segno.
3. Si disegna con una matita litografica o con dell'inchiostro litografico composti da sostanze grasse (l'inchiostro litografico è tipico per essere molto oleoso); infatti, il carbonato di calcio trattiene con facilità le sostanze grasse. Va ricordato che, sulla pietra, le immagini devono essere disegnate in modo speculare.
4. Finito il disegno si spennella la pietra con un liquido a base di acido nitrico, gomma arabica acidificata e acqua. Per capire se tale liquido (chiamato "preparazione") ha un giusto grado di acidità, lo si spennella sul bordo della pietra. Se la reazione provoca molta schiuma vuol dire che è troppo forte: se viene usato così com'è il disegno ne risente. Se invece produce poca schiuma vuol dire che non è abbastanza forte. L'ideale sarebbe non molta schiuma e che sia persistente. La causa della reazione che si verifica è l'acido nitrico che trasforma tutte le parti non protette dall'inchiostro litografico, trasformando il carbonato di calcio in nitrato di calcio, sostanza idrofila.
5. La stampa avviene dopo 24 ore dalla preparazione, mediante il torchio litografico, la matrice disegnata viene bagnata e poi inchiostrata con un rullo di caucciù.
6. L'inchiostro aderisce dove c'è il disegno e viene respinto dalla pietra bagnata.
7. Si mette il foglio di carta da stampare, si aggiungono altri fogli ed un cartone grassato e alla fine il tutto viene compresso.
8. Ad operazione ultimata, il foglio viene tolto e fatto asciugare.

Senefelder inventa anche il metodo autografico mediante il quale non si deve più fare il disegno alla rovescia.